# Fustiariidae
Fustiariidae es una familia de moluscos escafópodos, los cuales suelen ser llamados comúnmente conchas colmillo de elefante.

## Características
Las conchas son lisas, pulidas, de paredes delgadas y transparentes. Presentan formas esbeltas, curvatura moderada y sección transversal circular. El lado ventral del vértice puede tener una hendidura recta y profunda o una pequeña muesca. El diente del raquis de la rádula se diferencia del de Dentaliidae por presentar un borde superior plano. Los miembros de esta familia se diferencian notablemente de otros escafopodos por la estructura del borde del manto posterior, particularmente con respecto al mecanismo de la válvula.

## Géneros
Dentro de esta familia existe un único género, que a su vez, cuenta con unas 25 especies.
- Fustiaria Stoliczka, 1868